# Зюйдостовый Култук
Зюйдостовый Култук (азерб. Zyüdost Qoltuq körfəzi) — залив, расположенный на западном берегу Каспийского моря. Омывает берега Нефтечалинского района Азербайджана.
Образовался благодаря реке Кура, намывшей северный берег. Глубина невелика. В некоторых местах достигает 0,5 м. Каждый год река Кура приносит в залив несколько тысяч тонн песка — в Зюйдостовый Култук впадает её главная протока. Благодаря этому вода в заливе малосолёная.